# Амиловый спирт
Ами́ловый спирт C5H11OH и его изомеры — предельные одноатомные спирты.
Известны 8 изомеров амилового спирта.
Амиловые спирты используются в качестве растворителей для различных масел, жиров, смол и восков. Они применяются также как экстрагенты солей урана и ниобия.

## История
Впервые получен из продуктов брожения сырого картофельного крахмала (лат. amilum — крахмал) по которому и получил название.

## Изомеры
| Тривиальное название                                                     | Структура | тип       | Название по IUPAC   | Температура кипения (°C) |
| ------------------------------------------------------------------------ | --------- | --------- | ------------------- | ------------------------ |
| 1-Пентанол или нормальный амиловый спирт                                 |           | первичный | 1-Пентанол          | 138,5                    |
| 2-Метил-1-бутанол                                                        |           | первичный | 2-Метилбутан-1-ол   | 128,7                    |
| 3-Метил-1-бутанол или изоамиловый спирт или изопентиловый спирт          |           | первичный | Изоамиловый спирт   | 131,2                    |
| 2,2-Диметил-1-пропанол или неопентиловый спирт                           |           | первичный | 2,2-Диметилпропанол | 113,1                    |
| 2-Пентанол или сек-амиловый спирт или метил н-пропил карбинол            |           | вторичный | Пентан-2-ол         | 118,8                    |
| 3-Метил-2-бутанол или сек-изоамиловый спирт или метил изопропил карбинол |           | вторичный | 3-Метилбутан-2-ол   | 113,6                    |
| 3-Пентанол                                                               |           | вторичный | Пентан-3-ол         | 115,3                    |
| 2-Метил-2-бутанол или трет-амиловый спирт                                |           | третичный | 2-Метилбутан-2-ол   | 102                      |

## Свойства

### Физические свойства
Амиловые спирты являются бесцветными жидкостями с неприятным запахом.
В воде хорошо растворяются 1-пентанол, 3-метил-1-бутанол, 2-пентанол и 2-метил-2-бутанол. Другие изомеры амилового спирта в воде растворяются гораздо хуже.

### Химические свойства
Амиловые спирты обладают всеми свойствами, присущими спиртам:
- образование алкоголятов с щелочными металлами
- образование сложных эфиров с неорганическими и органическими кислотами
- 1-пентанол окисляется до пентаналя и далее до валериановой кислоты, вторичные амиловые спирты — до соответствующих кетонов, третичные — с разрывом C-C связи
- с серной кислотой дегидратируются до алкенов или простых эфиров

и др.

## Получение
Получают разгонкой сивушных масел и синтетически — из газов крекинга нефти.

## Изоамиловый спирт
Наибольшее значение имеет изоамиловый спирт (CH3)2CHCH2CH2OH — основной компонент сивушного масла, из которого его и получают. Изоамиловый спирт — бесцветная неприятно пахнущая жидкость, с температурой кипения 132,1 °C, плотность 814 кг/м3, в воде мало растворима, ядовита; её пары раздражают слизистые оболочки дыхательных путей и вызывают удушье и кашель.

## Применение
Амиловые спирты используются в качестве растворителей для различных масел, жиров, смол и восков. Они применяются также как экстрагенты солей урана и ниобия.
Сложные эфиры амиловых спиртов являются растворителями, пластификаторами поливинилхлорида и ацетилцеллюлозы, в парфюмерии — душистыми веществами, в кулинарии — как фруктовые эссенции.

## Охрана труда
Амиловый спирт токсичен, взрыво- и пожароопасен (недоступная ссылка). Его ПДК в воздухе рабочей зоны составляет 10 мг/м3 (амиловый спирт, максимальная разовая) и 5 мг/м3 (изоамиловый спирт, максимальная разовая). А значение порога восприятия запаха может превышать 300 мг/м3, причём у отдельных людей он может быть значительно больше среднего значения.